# Kanton Tarbes-2
Der Kanton Tarbes-2 ist seit 1973 ein französischer Wahlkreis im Arrondissement Tarbes im Département Hautes-Pyrénées in der Region Okzitanien.
Der Kanton besteht aus dem östlichen Teil der Stadt Tarbes mit insgesamt 14.818 Einwohnern (Stand: 2022):

## Politik
Im 1. Wahlgang am 22. März 2015 erreichte keines der vier Kandidatenpaare die absolute Mehrheit. Bei der Stichwahl am 29. März 2015 gewann das Gespann Gilles Craspay (UDI)/Andrée Doubrère (LR) gegen Dominique Arberet/Françoise Teillagorry (beide PS) mit einem Stimmenanteil von 58,78 % (Wahlbeteiligung: 45,81 %).
| Vertreter im Departementrat des Départements | Vertreter im Departementrat des Départements | Vertreter im Departementrat des Départements |
| Amtszeit                                     | Name                                         | Partei                                       |
| -------------------------------------------- | -------------------------------------------- | -------------------------------------------- |
| 2015–                                        | Gilles Craspay Andrée Doubrère               | UDI LR                                       |